# Lugalanemundu
Lugalanemundu – według Sumeryjskiej listy królów jedyny władca należący do dynastii z Adab. Dotyczący go fragment brzmi następująco:
„W Adab Lugalanemundu został królem i panował przez 90 lat. (W sumie) jeden król panował przez 90 lat. Następnie Adab zostało pokonane i (siedziba) królestwa została przeniesiona do Mari”